# لجنة الخدمة المدنية الدولية
لجنة الخدمة المدنية الدولية ( ICSC ) هي هيئة فرعية تابعة للجمعية العامة للأمم المتحدة ،  أنشئت بموجب قرار الجمعية العامة رقم 3357 (د -29) المؤرخ 18 ديسمبر 1974. وفقا لنظامها الأساسي، تكون لجنة الخدمة المدنية الدولية مسؤولة عن تنظيم وتنسيق شروط الخدمة لموظفي النظام الموحد للأمم المتحدة .
تتألف لجنة الخدمة المدنية الدولية، التي يقع مقرها الرئيسي في مدينة نيويورك ، من خمسة عشر عضواً، تعينهم الجمعية العامة لمدة أربع سنوات. يشمل الأعضاء الخمسة عشر الرئيس ونائب الرئيس كأعضاء متفرغين.

## روابط خارجية
- لجنة الخدمة المدنية الدولية الصفحة الرئيسية
- منظومة الأمم المتحدة: لجنة الخدمة المدنية الدولية (منظومة الأمم المتحدة، مجلس الرؤساء التنفيذيين للتنسيق)
- الإجراءات: لجنة الخدمة المدنية الدولية (منظومة الأمم المتحدة، مجلس الرؤساء التنفيذيين للتنسيق)